# Presa Garrison
La presa de Garrison (del inglés: Garrison Dam) es una gran presa de materiales sueltos en el río Misuri en el centro de Dakota del Norte. De unos tres kilómetros de longitud, es la quinta presa más grande del mundo, construida por el Cuerpo de Ingenieros del Ejército de los Estados Unidos en 1947-53.  El embalse formado por la presa es el lago Sakakawea, que se extiende hasta Williston y la confluencia con el río Yellowstone, cerca de la frontera con Montana.
La presa se encuentra entre Riverdale y Pick City, y recibe su nombre de la ciudad de Garrison, directamente al norte de la presa, al otro lado del embalse. La presa está aproximadamente a medio camino entre Bismarck y Minot, alrededor de 16 km al oeste de la autopista 83.
Las turbinas que generan energía hidroeléctrica en la presa tienen una capacidad para generar energía eléctrica de 515 megavatios. Su producción media es menos de la mitad de la capacidad con 240 megavatios, sirviendo a varios centenares de miles de clientes.